# Jättepapegojblomma
Jättepapegojblomma (Strelitzia alba) är en art i familjen papegojblomsväxter från Kap-provinsen i Sydafrika.

## Synonymer
Heliconia alba L.f.
Strelitzia augusta Thunb.
Strelitzia gigantea J.Kerner